# Denkenreuth
Denkenreuth ist ein Gemeindeteil der Gemeinde Kirchendemenreuth im Landkreis Neustadt an der Waldnaab (Oberpfalz, Bayern).

## Lage
Das Dorf Denkenreuth liegt ca. drei Kilometer nördlich von Neustadt an der Waldnaab und ca. einen Kilometer östlich der A 93.

## Geschichte
Denkenreuth gehörte von 1562 bis 1807 zum böhmischen Fürstentum der Lobkowitzer und kam dann zusammen mit den gefürsteten Grafschaften Neustadt und Störnstein zum Königreich Bayern. Das Dorf hatte 1871 und 1925 jeweils 67 Einwohner; 1987 wurden 61 gezählt und 2007 waren es noch 45.

## Allgemeines
Denkenreuth besitzt eine kleine Dorfkapelle und eine Feldkapelle außerhalb am Flurbereinigungsweg 500 m in nördlicher Richtung.